# 马尔盖里塔
马尔盖里塔（Margherita），是印度阿萨姆邦Tinsukia县的一个城镇。总人口23836（2001年）。

## 人口
该地2001年总人口23836人，其中男性12510人，女性11326人；0—6岁人口2704人，其中男1356人，女1348人；识字率76.45%，其中男性为81.37%，女性为71.02%。